# Leiolepis
Leiolepis es un género de lagartos de la familia Agamidae. Se encuentran en China , indonesia y Vietnam .

## Especies
- Leiolepis belliana Hardwicke & Gray, 1827
- Leiolepis boehmei Darevsky & Kupriyanova, 1993
- Leiolepis guentherpetersi Darevsky & Kupriyanova, 1993
- Leiolepis guttata Cuvier, 1829
- Leiolepis glaurung Wanchai, Rujirawan, Murdoch, Aksornneam, Promnun, Kaatz, Gregory, Nguyen, Iderstein, Quah, L. L. Grismer, J. L. Grismer & Aowphol, 2024[1]
- Leiolepis peguensis Peters, 1971
- Leiolepis reevesii Gray, 1831
- Leiolepis triploida Peters, 1971
- Leiolepis ngovantrii Grismer & Grismer, 2010

## "Enlaces externos"
- Wikispecies tiene un artículo sobre Leiolepis.
- Wikimedia Commons alberga una categoría multimedia sobre Leiolepis.